# Skrytokwiat

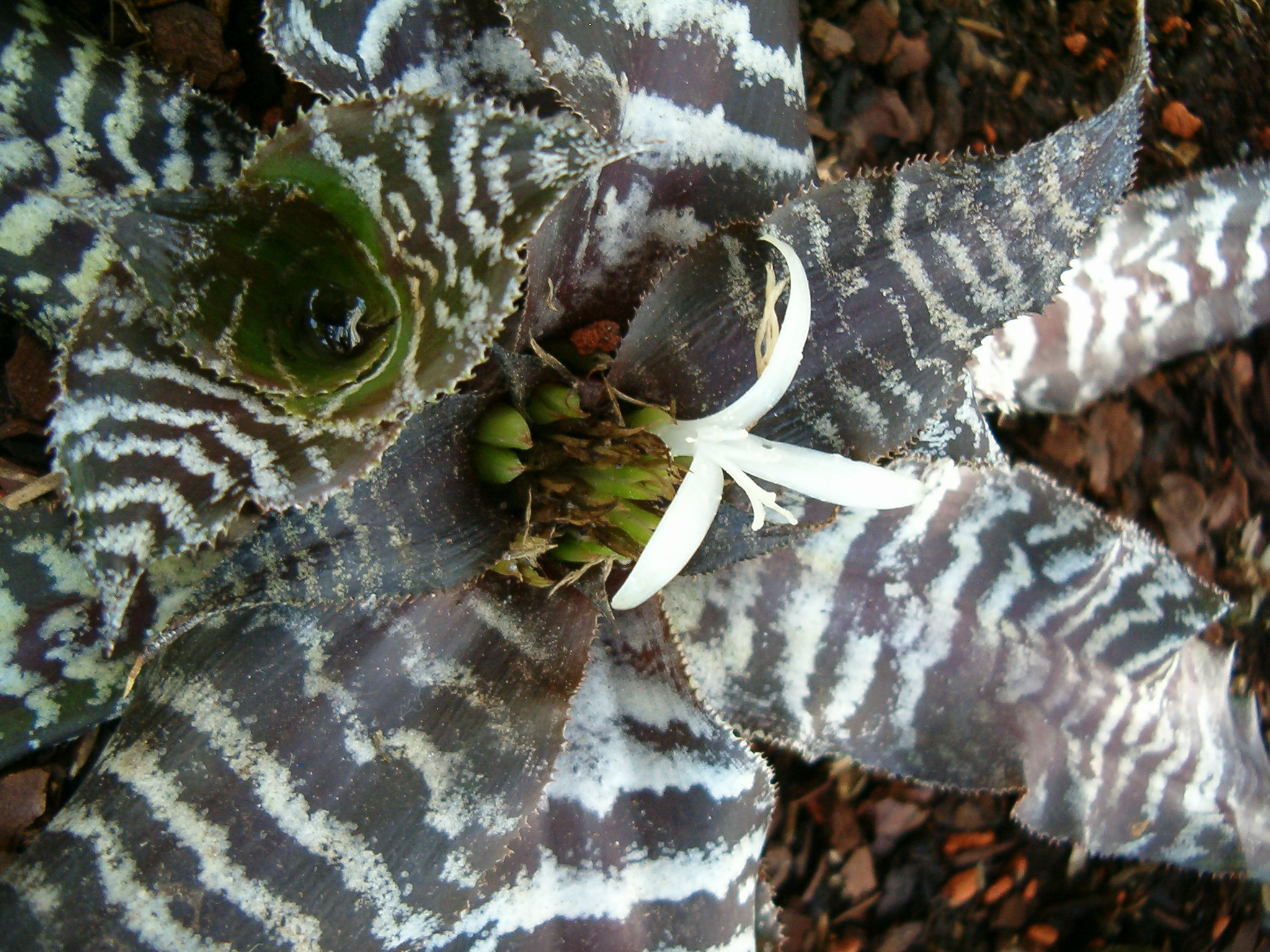
Cryptanthus zonatus

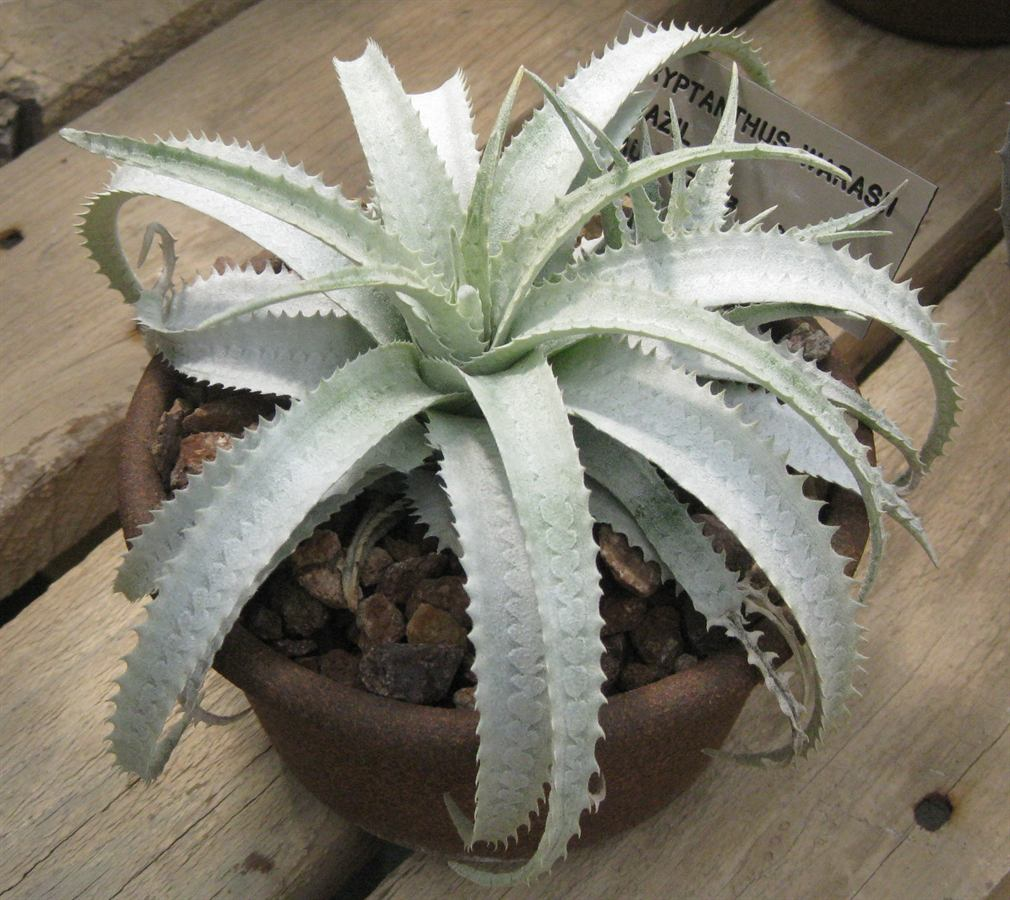
Cryptanthus warasii

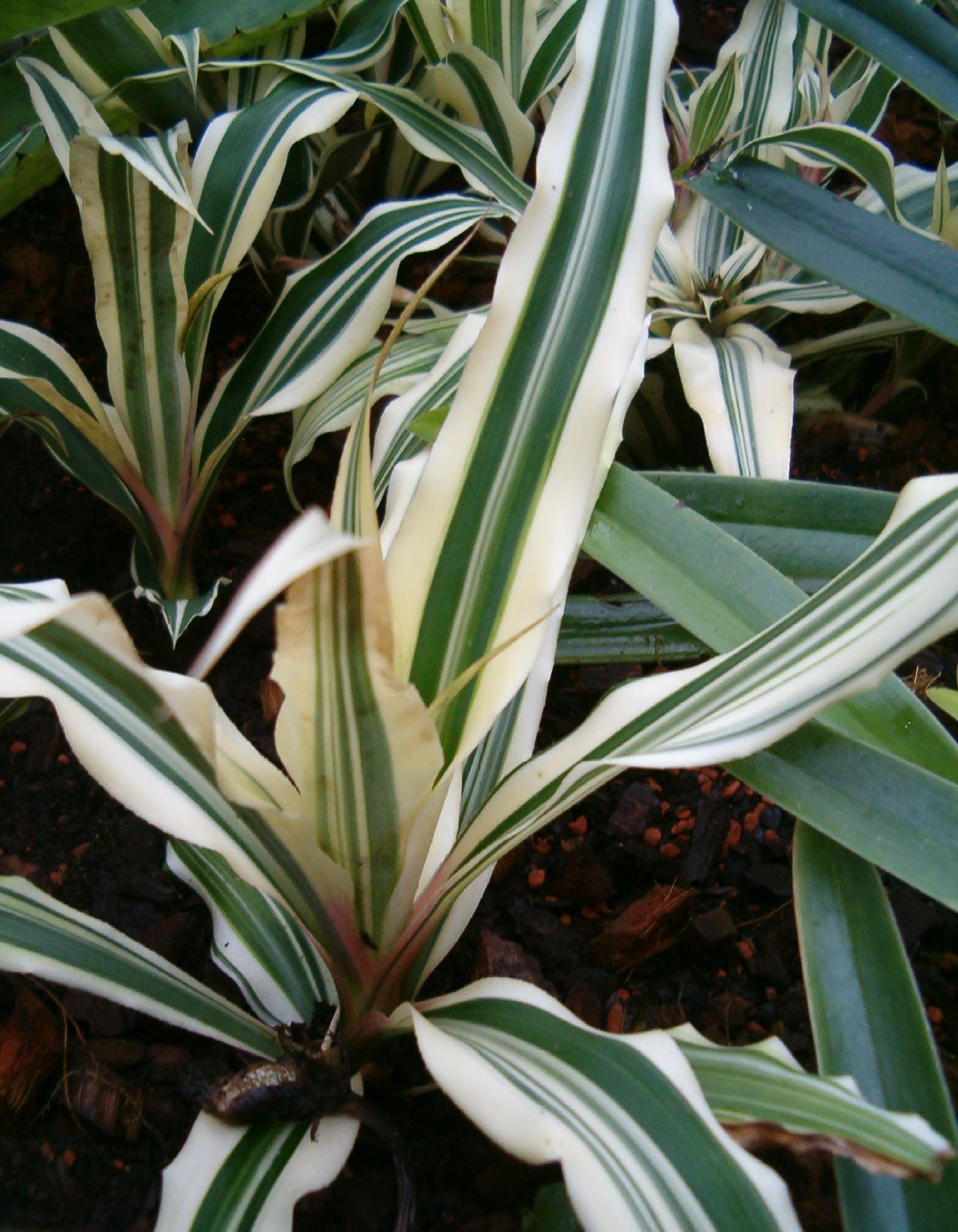
Cryptanthus bromelioides

Skrytokwiat (Cryptanthus Otto & A.Dietr.) – rodzaj roślin należący do rodziny bromeliowatych. Należy do niego około 55 gatunków endemicznych wschodniej Brazylii. Łacińska nazwa rodzaju pochodzi od greckich słów kryptos (ukryty) i anthos (kwiat).

## Morfologia
PokrójRośliny rozetowe, z różyczkami liści zwykle płasko rozpostartymi przy ziemi. Rozety osiągają od kilku centymetrów (Cryptanthus microglaziouii) do prawie metra średnicy. U podstawy starszych liści rośliny tworzą obficie łatwo odrywające się odrosty. Kilka gatunków tworzy rozłogi.
LiścieW rozetach znajduje się wiele wąskich, zwężających się liści z ostrym końcem. Krawędzie liści są zazwyczaj pofalowane i kolczaste. Od spodu pokryte włoskami. Zabarwienie zielone, czerwone, brązowe do prawie czarnych. Kilka gatunków tworzy liście ogonkowe (np. Cryptanthus beuckeri). Gatunek C. maritimus tworzy liście o pokroju trawiastym. Niektóre gatunki (C. glaziouii, C. microglaziouii i C. warasii) są sukulentami.
KwiatySkupione w kwiatostany wyrastające ze środka rozety. Zwykle są one niskie, u kilku gatunków (C. scaposus, C. pseudoscaposus) wyrastają na ok. 15 cm ponad rozetę. Okwiat trójpłatkowy z listkami białymi, ostrymi i wąskimi. Kwiaty nie pachną.
OwoceJagody.

## Ekologia
Skrytokwiaty są, w odróżnieniu od większości bromeliowatych, roślinami naziemnymi, endemicznymi dla suchych, nadmorskich lasów wschodniej Brazylii. Najczęściej rosną w miejscach zacienionych i wilgotnych. Niektóre gatunki rosną w pełnym słońcu na terenach skalistych.

## Systematyka
Synonimy
Pholidophyllum (Vis.). Madvigia (Liebm.)
Pozycja taksonomiczna według APweb (aktualizowany systemie APG IV z 2016)
Jeden z rodzajów rodziny bromeliowatych (Bromeliaceae) stanowiącej grupę siostrzaną dla rodziny pałkowatych Typhaceae, wraz z którymi tworzy klad bazalny rzędu wiechlinowców (Poales).
Pozycja taksonomiczna według Crescent Bloom (system Reveala z lat 1993–1999)
Gromada okrytonasienne (Magnoliophyta Cronquist), podgromada Magnoliophytina Frohne & U. Jensen ex Reveal, klasa jednoliścienne (Liliopsida Brongn.), podklasa komelinowe (Commelinidae Takht.), nadrząd bromeliowate (Bromelianae R. Dahlgren ex Reveal), rząd bromeliowce (Bromeliales Dumort.), podrząd Bromeliineae Engl., rodzina bromeliowate (Bromeliaceae Juss.).
Pozycja taksonomiczna według 2010 Annual Checklist Taxonomic Classification
Gromada okrytonasienne (Magnoliophyta), klasa jednoliścienne (Liliopsida), rząd wiechlinowce (Poales), rodzina bromeliowate (Bromeliaceae).
Wykaz gatunków
- Cryptanthus acaulis (Lindl.) Beer – skrytokwiat bezłodygowy[7]
- Cryptanthus alagoanus Leme & J.A.Siqueira
- Cryptanthus bahianus L.B.Sm.
- Cryptanthus beuckeri É.Morren
- Cryptanthus bibarrensis Leme
- Cryptanthus bivittatus (Hook.) Regel
- Cryptanthus boanovensis Leme
- Cryptanthus brevifolius Leme
- Cryptanthus bromelioides Otto & A.Dietr. – skrytokwiat bromeliowaty[7]
- Cryptanthus capitatus Leme
- Cryptanthus capitellatus Leme & L.Kollmann
- Cryptanthus cinereus D.M.C.Ferreira & Louzada
- Cryptanthus colnagoi Rauh & Leme
- Cryptanthus coriaceus Leme
- Cryptanthus correia-araujoi Leme
- Cryptanthus crassifolius Leme
- Cryptanthus cruzalmensis Leme & E.H.Souza
- Cryptanthus delicatus Leme
- Cryptanthus diamantinensis Leme
- Cryptanthus dianae Leme
- Cryptanthus dorothyae Leme
- Cryptanthus felixii J.A.Siqueira & Leme
- Cryptanthus giganteus Leme & A.P.Fontana
- Cryptanthus grazielae H.Luther
- Cryptanthus guanduensis Leme & L.Kollmann
- Cryptanthus heimenii P.J.Braun & Gonç.Brito
- Cryptanthus ilhanus Leme
- Cryptanthus incrassatus L.B.Sm.
- Cryptanthus lacerdae Van Geert
- Cryptanthus lutherianus I.Ramírez
- Cryptanthus lyman-smithii Leme
- Cryptanthus marginatus L.B.Sm.
- Cryptanthus maritimus L.B.Sm.
- Cryptanthus minarum L.B.Sm.
- Cryptanthus osiris W.Weber
- Cryptanthus pickelii L.B.Sm.
- Cryptanthus praetextus É.Morren ex Baker
- Cryptanthus pseudopetiolatus Philcox
- Cryptanthus reisii Leme
- Cryptanthus reptans Leme & J.A.Siqueira
- Cryptanthus rigidifolius Leme
- Cryptanthus robsonianus Leme
- Cryptanthus santateresinhensis  Leme
- Cryptanthus seidelianus W.Weber
- Cryptanthus sergipensis I.Ramírez
- Cryptanthus tabuleiricola Leme & L.Kollmann
- Cryptanthus teretifolius Leme
- Cryptanthus ubairensis I.Ramírez
- Cryptanthus univittatus Leme
- Cryptanthus venecianus Leme & L.Kollmann
- Cryptanthus viridipetalus Leme & L.Kollmann
- Cryptanthus viridovinosus Leme
- Cryptanthus walkerianus Leme & L.Kollmann
- Cryptanthus warren-loosei Leme
- Cryptanthus zonatus (Vis.) Vis. – skrytokwiat pasiasty[7]

## Zastosowanie
Rośliny ozdobne. Niektóre gatunki z rodzaju są uprawiane jako rośliny doniczkowe.

## Uprawa
- Pielęgnacja. Wymaga podłoża lekko kwaśnego np. mieszanki dla storczyków. Zaleca się domieszać do podłoża trochę wysuszonego krowieńca. Większość gatunków ma małe wymagania cieplne i wytrzymuje temperaturę 18 °C. Gatunki C. fosterianus, C. lacerdae i C. zonatus wymagają temperatury 23 °C. Większość gatunków wymaga umiarkowanego zacienienia, jednak gatunki C. acaulis i C. bromelioides wymagają silnego nasłonecznienia. W okresie wegetacji rośliny podlewa się dość obficie.
- Rozmnażanie. Z odrostów pojawiających się obficie u podstawy starszych roślin.
- Szkodniki i choroby: Cryptanthus jest podatny na wełnowce i czerwce[8].